# Rabot

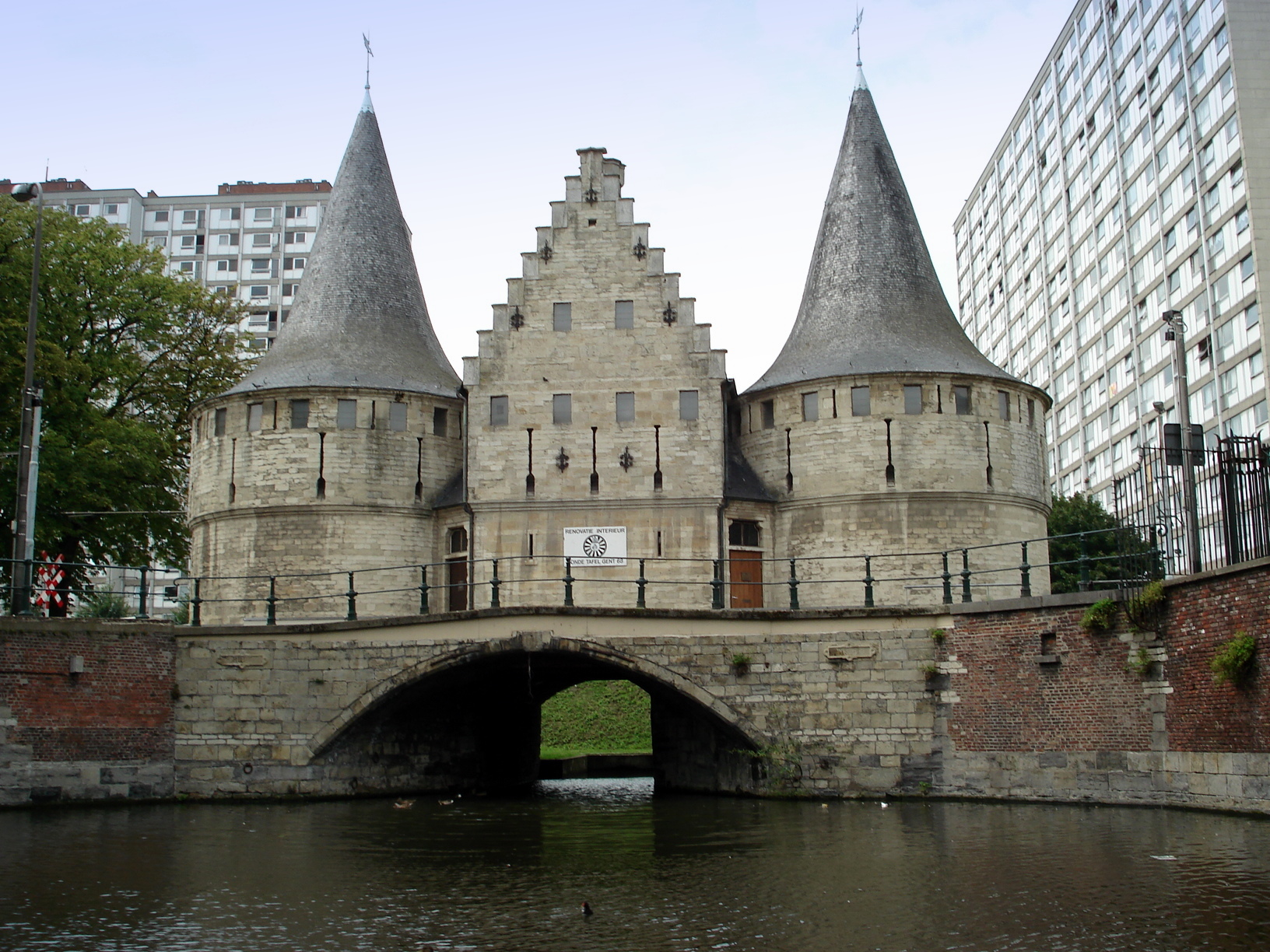
Rabot mit den drei Wohnblöcken dahinter

Das Rabot ist ein bekanntes Denkmal in der belgischen Stadt Gent und gleichzeitig die Bezeichnung des umgebenden Stadtteils.

## Begriffsherkunft
Unter Rabot versteht man im Niederländischen allgemein eine Wasserbaukonstruktion ähnlich einem hölzernen Wehr, also dem Vorgänger heutiger Schleusen. Das Wasser eines Kanals oder Flusses wird durch diesen Abschluss festgehalten und so ein Höhenunterschied zwischen den Abschnitten des Wasserlaufs kreiert. Vor der Erfindung der Schleuse mussten Boote über abschüssige Hänge geschleppt werden. Im Uferbereich gab es Rillen, in denen man horizontale Balken setzen konnte. Die Bezeichnung ist vom französischen ‚rabattre‘ (amener à un niveau plus bas en abaissant) entlehnt, was so viel wie einschlagen, einlassen der horizontalen Holzbalken meint. Unter dem heute in Gent so benannten Rest der Stadtbefestigung befand sich einst eine Kehrschleuse in der Lieve. Durch die Jahre hat sich der Name auf die diese Schleuse schützenden Türme der einstigen Stadtbefestigung übertragen.

## Geschichte

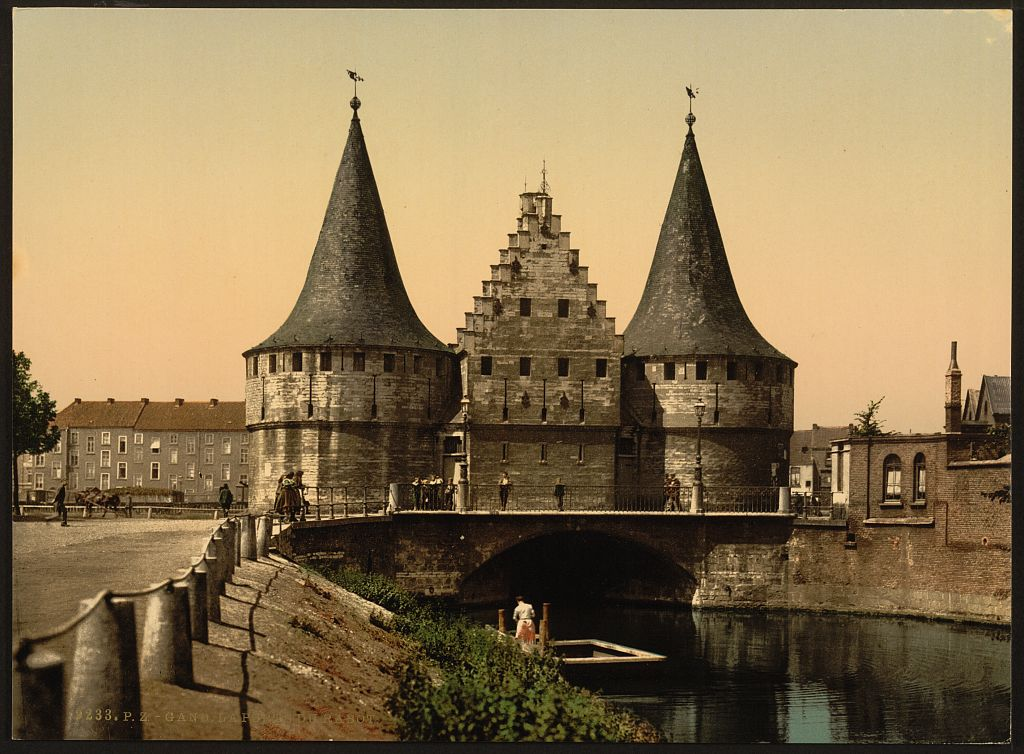
Rabotansicht in früheren Zeiten

Am Rabot schlugen die Genter 1488 das Heer Kaiser Friedrichs III., das nach 40 Tagen Belagerung von hier aus abzog. Daran erinnern noch Straßennamen der Umgebung: Die Triomfstraat (Triumphstraße) und die Filips Van Cleeflaan, die an den Genter Anführer Filips van Kleef (1459–1528) erinnert. Wie kam es dazu?
Der Kampf um die Wiederherstellung der ständischen Autonomie gegen die in den Burgundischen Niederlanden herrschenden Habsburger hatte während des Burgundischen Erbfolgekrieges (1477–1493) immer wieder zu Aufständen in den niederländischen Städten und Provinzen geführt und machte insbesondere die reichen Städte Flanderns, zeitweise zu Verbündeten Frankreichs. Als im Herbst 1487 die unteren Stände in Gent die Oberhand gewannen, entledigten sie sich der von  Maximilian von Habsburg eingesetzten Verwaltung, vertrieben die burgundische Besatzung aus der Stadt und holten die Franzosen zurück. Absicht der Genter war es, eine Art Stadtrepublik unter französischer Lehenshoheit zu gründen. Anfang 1488 eroberten sie Courtrai, während  auch Ypern sich mit den vorrückenden Franzosen verbündete. Als  Maximilian von Habsburg 1488 mit 150 Landsknechten von Brügge aus gegen das aufständische Gent ziehen wollte – 200 Reiter und 300 Fußknechte hatten die Stadt bereits verlassen, um gegen Courtrai zu ziehen –, weigerten sich die Brügger die Stadttore zu öffnen, besetzten diese stattdessen und schrien Maximilian nieder.  Um die Bürger zur Ruhe zu ermahnen, erschien Maximilian daraufhin mit seinen Knechten auf dem Grote Markt. Als die Landsknechte  ihre Spieße senkten – was als Drohung zu verstehen war –, besetzten die Zünfte den Markt und forderten den Abzug aller deutschen Kriegsknechte aus der Stadt. Maximilian, dem es nicht gelang, die Stadt Brügge wieder unter seine Kontrolle zu bringen, wurde dort am 5. Februar 1488 im Haus eines Gewürzhändlers am Grote Markt in Haft genommen.  Um die Befreiung seines Sohnes zu erzwingen, gelang es Friedrich III., ein Reichsheer von 4.000 Reitern und 11.000 Landsknechten aufzustellen. Obwohl Maximilian unter diesem Druck am 16. Mai 1488 aus der Haft entlassen worden war und den Kaiser darum gebeten hatte, das Vorgefallene zu vergessen, verzichteten weder der Kaiser  noch die  Reichsfürsten auf die geplante Strafexpedition nach Flandern. Das Reichsheer belagerte zuerst Gent und verwüstete die Umgebung, bis die Genter die Streitmacht Friedrichs III. nach 40 Tagen Belagerung schlugen und zum Abzug zwangen. Unter der Führung Philipp von Kleves konnte sich die Union von Flandern, Brabant, Seeland und Holland noch viele Jahre gegen die Fremdherrschaft der Habsburger behaupten. (Näheres siehe: Burgundischer Erbfolgekrieg → Kriegswende und neue Aufstände in Flandern (1487–1489))
Im Jahr 1491 war der Bau des Rabots abgeschlossen. Die verstärkte Schleuse lag am Kreuzungspunkt der Lieve mit dem Stadtgraben. Die Lieve stellte auf ihrer Seite die Verbindung mit der noch nicht versandeten Zwin und weiter mit der See her. 1860 wurde der backsteinerne Flügel in Richtung Stadt abgebrochen. 1872 erhöhte man das Straßenniveau und die Lieve wurde abgeschlossen. Inzwischen hatte Gent auch längst andere Zugänge zur See.
In der unmittelbaren Umgebung des Rabots wurden von 1972 bis 1974 auf dem freigewordenen Gelände des alten Rabotbahnhofs und der Gasfabrik drei große Appartementblöcke mit insgesamt 573 Wohnungen gebaut, ohne Rücksicht auf die Umgebung und evtl. eintretende demografische Veränderungen. Das Denkmal wurde regelrecht durch die Wohntürme eingekesselt. 2012 sollten diese Appartementtürme abgerissen und durch acht neue und niedrigere Gebäude ersetzt werden. Darüber hinaus wurde auf demselben Stück Grund auch das neue Gerichtsgebäude Gents erbaut.
Die Umgebung hat sich am Ende des 19. Jahrhunderts im Rahmen der blühenden Textilindustrie rasend entwickelt und bildet einen Teil des sogenannten „19.-Jahrhundert-Gürtels“ rund um die Stadt. Am Rabot/Ecke Gebroeders de Smetstraat war einst auch die Textilfabrik NV Loutex gefestigt, heute ist dort der Technologiecampus Gent der Katholieke Hogeschool Sint-Lieven untergebracht.
Im Volksmund werden die jahrhundertealten Türme des Rabots auch noch die Torekens genannt. Genaue Grenzen dieses Stadtteils gibt es bis heute nicht, meistens ist damit die weitere Umgebung um das Denkmal gemeint, die sich bis zur Wondelgemstraat und Griendeplein, die Gebroeders de Smetstraat, die Opgeëistenlaan und die Begijnhoflaan erstreckt. Die Rabotstraat selbst ist eine Verbindung zwischen der Burgstraat und dem Rabot.